# Myops
Die myops ist eine Zeitschrift, die über Publikationen und Vorgänge aus der Welt des Rechts berichtet.
Myops nimmt für sich in Anspruch, der lästige Stachel in der Rechtslandschaft zu sein, der reflektiert, kritisiert und polemisiert.
Die Frankfurter Allgemeine Zeitung vergleicht myops in einer Rezension mit dem Frankfurter Satiremagazin Titanic und stellt fest: „…in myops wird über das geschrieben, worüber die anderen schweigen: Etwa über ungesühnte Plagiate, unkontrollierte Justizprüfungsämter, unerträgliche Vorlesungen oder ebensolche Stellenanzeigen.“
Die Zeitschrift wird im Verlag C. H. Beck von Dieter Simon, Regina Ogorek, Rainer Maria Kiesow und Benjamin Lahusen herausgegeben. Die Schriftleitung lag zunächst bei Rainer Maria Kiesow (Professor für „Die Ordnung des Rechts“ an der École des hautes études en sciences sociales (EHESS) in Paris). Seit 2018 liegt sie bei Benjamin Lahusen (Professor für Bürgerliches Recht und Neuere Rechtsgeschichte an der Viadrina). Seit ihrer Gründung im Jahr 2007 erscheint die Zeitschrift mit drei Ausgaben jährlich.